# 7 (альбом ТНМК)
«7» — сьомий студійний альбом гурту «Танок на майдані Конґо», випущений 2018 року. 4 з 7 пісень, що увійшли на платівку, були вже презентовані раніше. «7» — перший альбом гурту, у якому немає скітів. За словами Фоззі, цей альбом — тільки «перша порція», бо гурт записав багато нового матеріалу.

## Композиції
| #     | Назва                                  | Тривалість |
| ----- | -------------------------------------- | ---------- |
| 1.    | «Янголи»                               | 3:57       |
| 2.    | «Робот (feat. Аліна Паш)»              | 3:43       |
| 3.    | «Мій демон»                            | 3:48       |
| 4.    | «Друга новина»                         | 3:12       |
| 5.    | «Різдво рок-н-рол»                     | 3:42       |
| 6.    | «Гострі ножі (feat. «Брати Гадюкіни»)» | 4:58       |
| 7.    | «Хоббіт»                               | 5:27       |
| 28:50 |                                        |            |